# Apollo Intensa Emozione
La Apollo Intensa Emozione, a volte chiamata con l'acronimo IE, è un'autovettura sportiva a motore centrale prodotta dalla casa automobilistica tedesca Apollo Automobil in collaborazione con la Manifattura Automobili Torino a partire dal 2017. Prende ispirazione dalla concept car Arrow presentata nel 2016 ed è il primo veicolo costruito dalla Apollo dopo la Gumpert Apollo, andata in produzione 14 anni prima. I primi esemplari sono stati consegnati nell'autunno 2019.

## Presentazione
La Apollo ha pubblicato un primo video con un'anteprima della Intensa Emozione il 17 ottobre 2017. L'auto è stata poi svelata definitivamente il 24 ottobre 2017.
Il prezzo di vendita dichiarato è di 2,67 milioni di dollari negli Stati Uniti e di 2,3 milioni di euro in Europa ed è prevista la produzione di solo dieci esemplari, tutti venduti.
Nel giugno 2018 è stato rivelato che la Apollo avrebbe stretto una partnership con la HWA AG, azienda specializzata nella produzione di veicoli e componenti da corsa scorporata dalla Mercedes-AMG, per completare la fase finale di sviluppo della vettura.

## Stile
Per l'esterno il designer Joe Wong si è ispirato al flusso dell'aria e alla natura, in particolare agli insetti e agli animali marini. All’interno della vettura si trova il sedile di guida a guscio con struttura in fibra di carbonio, il volante con sgancio rapido e dettagli in stile auto da corsa come il display touch sul tetto per gestire ventilazione, riscaldamento, sbrinamento del parabrezza e illuminazione interna.

## Caratteristiche tecniche
La Intensa Emozione è equipaggiata meccanicamente con un motore V12 aspirato da 6,3 litri in posizione centrale capace di raggiungere i 9000 giri/min, sviluppato dall'azienda cremonese Autotecnica Motori e messo a punto dalla HWA AG. È in grado di sviluppare circa 780 CV di potenza a 8500 giri/min e 760 Nm di coppia a 6000 giri/min. Tutta la potenza viene inviata alle ruote posteriori attraverso una trasmissione manuale sequenziale a 6 rapporti Hewland, comandabile attraverso le palette al volante.
L'auto è realizzata quasi interamente in fibra di carbonio, ma include componenti in acciaio ad alta resistenza, alluminio e titanio. Il telaio monoscocca in fibra di carbonio della vettura è prodotto dalla Capricorn Group ed è talmente rigido da soddisfare i requisiti della categoria LMP2 senza aver bisogno di un roll-bar all'interno.
Il vano motore è lasciato scoperto, per consentire alla presa d'aria di ottenere la massima efficienza e prestazioni. L'intero chassis pesa solo 105 kg.
Gli ammortizzatori sono costruiti da Bilstein e sono regolabili a tre vie (comfort, sport, auto). L'auto utilizza un impianto frenante in materiale composito Brembo con dischi 380 x 34 mm e pinze a 6 pistoncini all'anteriore e a 4 pistoncini al posteriore. Gli pneumatici sono Michelin Sport Cup 2 ad alte prestazioni, per consentire il massimo delle prestazioni e dell'aderenza. Pankl Racing Systems è il fornitore del differenziale. L’altezza da terra è variabile e il sistema antibloccaggio delle ruote si può impostare su 10 modalità.
L'Intensa Emozione è in grado di accelerare da 0 a 100 km/h in 2,7 secondi, con una velocità massima di 350 km/h. L'auto produce un carico aerodinamico massimo di 1350 kg a 350 km/h, superiore al peso dell’auto che è di 1250 kg.